# Alexander Kamianecky
Alexander Kamianecky – oft nur Alex genannt – (* 9. Dezember 1945 in Hannover als Kind von Flüchtlingen aus der Ukraine) ist ein ehemaliger Fußballspieler verbrachte den größten Teil seiner Spielerkarriere beim America FC in Rio de Janeiro, bei dem er als einer der großen Spieler der Vereinsgeschichte gilt. Er stand in der Vorauswahl der brasilianischen Nationalmannschaft für die Weltmeisterschaft von 1970 und wurde in der Ruhmeshalle des Maracanãs verewigt. Zu Beginn der 1980er Jahre gewann er die Staatsmeisterschaften von Maranhão und Rio Grande do Norte.

## Leben und Wirken
Alex kam mit seinen Eltern zwei Jahre nach Ende des Zweiten Weltkrieges nach Brasilien. Zwischen 1965 und 1966 spielte der Verteidiger bei EC Aimoré in São Leopoldo im Staat Rio Grande do Sul. Dort wurde er von Zizinho, dem seinerzeitigen Trainer von CR Vasco da Gama aus Rio de Janeiro, entdeckt. Der America FC reagierte aber schneller und so schloss er sich dem Verein aus dem Norden Rios an, wo er bis 1979 verblieb. Für America, wo er über zwölf Jahre hinweg Spielführer war, bestritt er in dieser Zeit 673 Partien, davon 176 in der nationalen Meisterschaft – bei der der achte Platz als drittbeste Mannschaft Rios von 1975 die beste Platzierung war – und erzielte in dieser 13 Treffer. Seine Tore erzielte er vornehmlich mit dem Kopf aber auch als der Vollstrecker von Elfmetern. Höhepunkt seiner Vereinskarriere war der Gewinn der Taça Guanabara, der Halbserienmeisterschaft von Rio de Janeiro, von 1974. 1967 und 1975 wurde er zudem mit der Mannschaft Zweiter in diesem Wettbewerb.
1970 nahm ihn Nationaltrainer João Saldanha in die offizielle Vorauswahl von 40 Spielern für die Weltmeisterschaft 1970 in Mexiko. Die Nichtberücksichtigung in den schließlichen 22-Mann-Kader durch den neuen Nationaltrainer Mário Zagallo bedeutete eine nachhaltige Enttäuschung für ihn. 1977 wurde dem hochgewachsenen, für seine Disziplin geschätzten Innenverteidiger der Belfort Duarte Preis für außerordentliche Fairness verliehen. Zeitlebens wurde er weder des Feldes verwiesen noch verwarnt. Neben einer Medaille erhielt er mit dem Preis auch lebenslangen freien Eintritt in alle brasilianischen Fußballstadien.
1980 spielte er in der brasilianischen Meisterschaft für Sport Recife und anschließend in der Staatsmeisterschaft beim América FC im Staat Rio Grande do Norte. 1981 beendete er beim Moto Club in São Luís, der Hauptstadt des nordostbrasilianischen Staates Maranhão, seine Spielerlaufbahn. Mit den beiden letzteren Vereinen gelang es ihm dabei die jeweilige Staatsmeisterschaft zu gewinnen. Bei diesen Engagements machte er es grundsätzlich zur Bedingung, nie gegen America antreten zu müssen.
Beim America FC von Rio, für den er in späteren Jahren noch einmal bei der Alt-Herren-Staatsmeisterschaft antrat, blieb er in guter Erinnerung und wurde im Jahr 2000 in die Mannschaft des 20. Jahrhunderts gewählt. Zudem zählt er zu den hundert Auserwählten die in die Ruhmeshalle des Maracanã aufgenommen wurden. Neben den Fußabdrücken von Spielern wie Pelé, Garrincha, Beckenbauer und Eusébio ist auch seiner dort verewigt.
Nach seiner aktiven Laufbahn machte er sowohl eine Trainer- als auch eine Schiedsrichterausbildung und arbeitete zunächst als Vertreter für Computerpapier. Alex Kamianecky hat sich mittlerweile selbständig gemacht und lebt dieser Tage in Canoas (RS), wo er sich auch als Talentspäher beschäftigt.
2017 veröffentlichte der Autor Sílvio Köhler das ihm gewidmete Buch Alex Coração Americano: o campeão do jogo limpo („Alex das Herz von America: Meister des sauberen Spiels“). Beim Launch in Rio waren unter anderem der Weltmeister von 1970 Jairzinho, der Weltstar Zico sowie zahlreiche illustre Gestalten aus der Geschichte Americas wie Edu Coimbra zugegen. „Für mich gibt es ein America vor und nach Alex“, stellte der Autor fest. „Er ist ein Referenzpunkt als Spieler, ein Exempel als Verteidiger und der Ehrhaftigkeit dem Verein gegenüber.“
Alex bemerkte bei dieser Gelegenheit: „Ich bin den Fans von America sehr dankbar für ihre Anerkennung. Ich bin sicher, dass sie in dieser Zeit mehr für mich getan haben als ich für sie. Dies sind Momente, die mir für immer in Erinnerung bleiben werden, wie beim Gewinn der Taça Guanabara  von 1974, als wir die beste Mannschaft hatten und es uns verdient hatten, Meister zu werden. Die Verleihung des Belfort-Duarte-Preises war ebenfalls ein ganz besonderer Moment.“

## Erfolge
- Staatsmeisterschaft von Rio Grande do Norte: 1980
- Staatsmeisterschaft von Maranhão: 1981
- Taça Guanabara: 1974